# Skřivan
Skřivan je český souhrnný název pro 14 rodů ptáků z čeledi skřivanovitých. V Česku se vyskytují tři druhy z různých rodů: skřivan lesní (Lullula arborea), skřivan ouškatý (Eremophila alpestris) a skřivan polní (Alauda arvensis). Skřivan polní býval typický pták české krajiny, symbol lásky, jara a je Ptákem roku 2005.

## Druhy
- Alaemon
  - skřivan dudkovitý (Alaemon alaudipes)
  - skřivan travní (Alaemon hamertoni)
- Alauda
  - skřivan polní (Alauda arvensis)
  - skřivan východní (Alauda gulgula)
  - skřivan japonský (Alauda japonica)
  - skřivan razoský = kapverdský (Alauda razae)
- Ammomanes
  - skřivan pruhoocasý (Ammomanes cincturus)
  - skřivan pouštní (Ammomanes deserti)
  - skřivan namibijský (Ammomanes grayi)
  - skřivan rehkovitý (Ammomanes phoenicurus)
- Certhilauda
  - skřivan karooský (Certhilauda albescens)
  - skřivan Barlowův (Certhilauda barlowi)
  - skřivan benguelský (Certhilauda benguelensis)
  - skřivan krátkozobý (Certhilauda brevirostris)
  - skřivan východokapský (Certhilauda burra)
  - skřivan savanový (Certhilauda chuana)
  - skřivan křivozobý (Certhilauda curvirostris)
  - skřivan dunový (Certhilauda erythrochlamys)
  - skřivan natalský (Certhilauda semitorquata)
  - skřivan náhorní (Certhilauda subcoronata)
- Chersomanes
  - skřivan hrotoprstý (Chersomanes albofasciata)
- Chersophilus
  - skřivan Dupontův (Chersophilus duponti)
- Eremophila
  - skřivan ouškatý (Eremophila alpestris)
  - skřivan růžkatý (Eremophila bilopha)
- Eremopterix
  - skřivan černý (Eremopterix australis)
  - skřivan černobřichý (Eremopterix grisea)
  - skřivan vrabcovitý (Eremopterix leucopareia)
  - skřivan bělouchý (Eremopterix leucotis)
  - skřivan obojkový (Eremopterix nigriceps)
  - skřivan šedozobý (Eremopterix signata)
  - skřivan škraboškový (Eremopterix verticalis)
- Heteromirafra
  - skřivan západosomálský (Heteromirafra archeri)
  - skřivan krátkoocasý (Heteromirafra ruddi)
  - skřivan sidamský (Heteromirafra sidamoensis)
- Lullula
  - skřivan lesní (Lullula arborea)

- Mirafra
  - skřivan proměnlivý (Mirafra africana)
  - skřivan plavý (Mirafra africanoides)
  - skřivan běloocasý (Mirafra albicauda)
  - skřivan angolský (Mirafra angolensis)
  - skřivan tleskavý (Mirafra apiata)
  - skřivan šupinkatý (Mirafra ashi)
  - skřivan rezavokřídlý (Mirafra assamica)
  - skřivan zpěvný (Mirafra cantillans)
  - skřivan bělohrdlý (Mirafra cheniana)
  - skřivan límcový (Mirafra collaris)
  - skřivan planinový (Mirafra cordofanica)
  - skřivan degodský (Mirafra degodiensis)
  - Mirafra erythrocephala
  - skřivan červenokřídlý (Mirafra erythroptera)
  - skřivan Gillettův (Mirafra gilletti)
  - skřivan madagaskarský (Mirafra hova)
  - skřivan keňský (Mirafra hypermetra)
  - skřivan australasijský (Mirafra javanica)
  - skřivan jihoafrický (Mirafra passerina)
  - skřivan linduškovitý (Mirafra poecilosterna)
  - skřivan etiopský (Mirafra pulpa)
  - skřivan rezavý (Mirafra rufa)
  - skřivan třepetavý (Mirafra rufocinnamomea)
  - skřivan bělobřichý (Mirafra sabota)
  - skřivan somálský (Mirafra somalica)
  - skřivan Williamsův (Mirafra williamsi)
- Pinarocorys
  - skřivan rezavoocasý (Pinarocorys erythropygia)
  - skřivan kropenatý (Pinarocorys nigricans)
- Pseudalaemon
  - skřivan východoafrický (Pseudalaemon fremantlii)
- Ramphocoris
  - skřivan tlustozobý (Ramphocoris clotbey)